# Estépar
Estépar – gmina w Hiszpanii, w prowincji Burgos, w Kastylii i León, o powierzchni 102,7 km². W 2011 roku gmina liczyła 705 mieszkańców.